# 桂文左衛門
桂 文左衛門（かつら ぶんざえもん、 1844年 - 1916年5月16日）は、紀州粉河（現在の和歌山県紀の川市）生まれの上方噺家。本名: 渡辺 儀助。享年72。

## 人物
最初初代桂萬光門下で初代桂南光を名乗る。明治2年に立川三光（3代目立川三光）門下で初代立川三木助の後、明治5年9月に初代桂文枝門下で初代桂文三、1881年12月に2代目桂文枝を経て、1904年に桂文左衛門を名乗る。同門の2代目桂文都（後の2代目月亭文都）、初代桂文之助、初代桂文團治と共に、当時の「四天王」と呼ばれる。
1874年4月3日、師匠の初代文枝が亡くなると、一門の桂文都との間で2代目襲名問題が起こり、勝利した文三が2代目文枝を名乗り、「桂派」の総領に就任。文都は月亭文都を名乗り、「三友派」を結成し、競い合った。ちなみに文都の妻は文三の妻の母に当たる。地味な芸風で鼻をならしながら面白くなさそうな顔でぼそぼそ喋るのだが、そこに何とも言えぬおかしみがあり、聴衆を引きつけた。
晩年は、弟子の初代桂小文枝に3代目を譲り、同郷の豪商・紀伊國屋文左衛門にあやかって桂文左衛門とした。1908年9月に引退。
法名：桂光院栄誉桃子居士。墓所：大鏡寺。
門下には3代目文枝、文屋、2代目梅枝、文朝（のちの3代目文團治）、仁左衛門、3代目藤兵衛、2代目文三、初代枝雀、2代目萬光、初代桂談枝、初代桂燕枝、初代桂枝太郎、3代目文三、3代目文都、初代三笑亭芝楽（辻村藤三郎）、桂枝鶴（のちの4代目笑福亭松鶴）、文平（のちの橘家圓三）（小笠原辰五郎）らを輩出。